# 劉師知
劉師知（りゅう しち、生年不詳 - 567年）は、南朝梁から陳にかけての官僚・学者。本貫は沛国相県。

## 経歴
梁の尚書左丞・司農卿の劉景彦（劉奚之の子）の子として生まれた。学問を好み、書物や記録を広く渉猟し、文章に巧みであった。儀礼をよくし、有職故実に詳しかった。梁のときに諸王府の参軍を歴任した。紹泰元年（555年）、陳霸先が輔政にあたると、師知はその下で中書舎人となり、詔誥を管掌した。当時は兵乱の後であり、儀礼の多くが欠けていたため、陳霸先が丞相となり九錫を加えられ、さらには禅譲を受けるにあたって、その礼節の全ては師知が定めたものであった。永定元年（557年）、陳霸先が梁の最後の皇帝蕭方智（敬帝）より禅譲を受けて陳を建国すると、師知はそのまま中書舎人をつとめた。永定2年（558年）4月には武帝（陳霸先）より任を受け、江陰王に降封された蕭方智を暗殺した。
永定3年（559年）、武帝が崩御すると、大行皇帝の霊前に仕える御人の衣服の制について、師知は沈文阿・蔡景歴・江徳藻らと議論して、衆議決着つかず、2案が奏上されて、師知の意見が採用された。ほどなく中書舎人のまま鴻臚卿に転じた。天嘉元年（560年）、事件に連座して免官された。かつて文帝が起居注を編纂するよう師知に命じており、永定2年（558年）秋から天嘉元年（560年）冬にかけての記録が10巻となった。後に師知は再び中書舎人として起用され、詔誥を管掌した。
天康元年（566年）、文帝が病に倒れると、師知は尚書僕射の到仲挙らとともに病床に近侍した。文帝が崩御すると、遺命を委嘱された。光大元年（567年）、安成王陳頊が尚書令として宮中に入ろうとしたところ、師知は到仲挙らとともに舎人の殷不佞を派遣し、帝の命と偽って安成王陳頊を東府に帰そうとした。事情が発覚して、師知は北獄で死を賜った。

## 伝記資料
- 『陳書』巻16 列伝第10
- 『南史』巻68 列伝第58